# Divoká karta (sport)

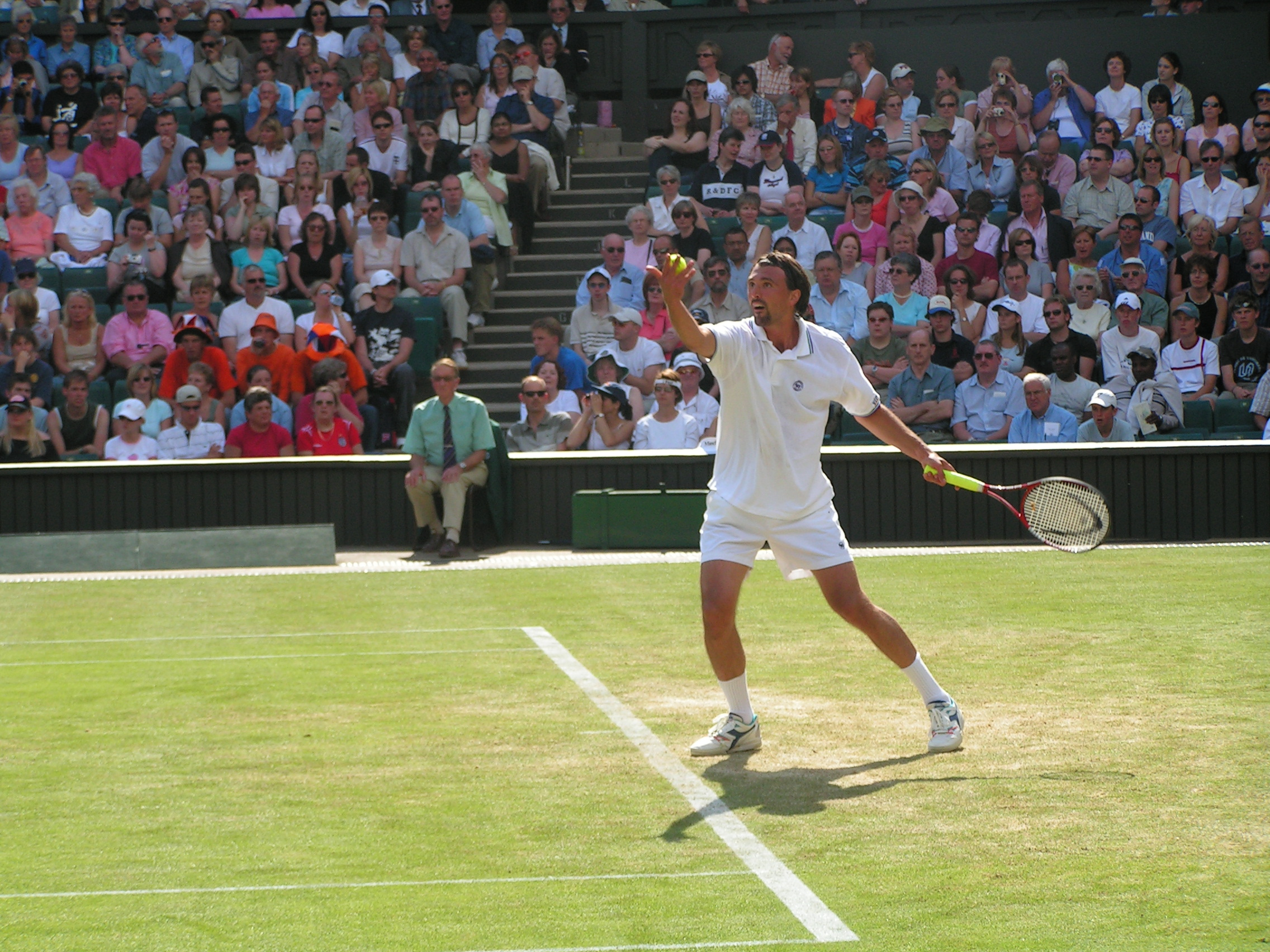
Goran Ivanišević, jediný wimbledonský vítěz dvouhry na divokou kartu (2001)

Divoká karta ve sportovní terminologii znamená, že se účastník, jednotlivec či tým, může zúčastnit konkrétní sportovní soutěže nebo její fáze, aniž by splnil předem stanovená (kvalifikační) kritéria.
Udělování divokých karet je rozšířené v mnoha individuálních i kolektivních druzích sportu, například v golfu, motorsportu, tenise (individuální) či basketbalu, házené či volejbale (kolektivní). 

## Udělování
K přidělení karty dochází zpravidla rozhodnutím organizátora či pořadatele sportovní události. Typicky se takto udělují divoké karty na tenisových nebo golfových turnajích.
Při určování kvalifikace na olympijské hry bývají také udělované divoké karty, a to zpravidla rozhodnutím tzv. olympijské tripartity, kterou tvoří Mezinárodní olympijský výbor, zástupci národních olympijských výborů a příslušné sportovní federace, přičemž se přihlíží především k tomu, aby byla zajištěna pestrá účast z pohledu zastoupení kontinentů a zemí (např. komise pro tenis).
Divoké karty v některých případech udělují i sportovní spolky nebo svazy, které sportovce na akci nominují, v tom případě ale nemívají úlevu vůči původním kvalifikačním kritériím organizátora a udělením divoké karty pouze mírní vlastní podmínky. Tak se někdy postupuje například v české atletice.